# Schloss Gleisenau

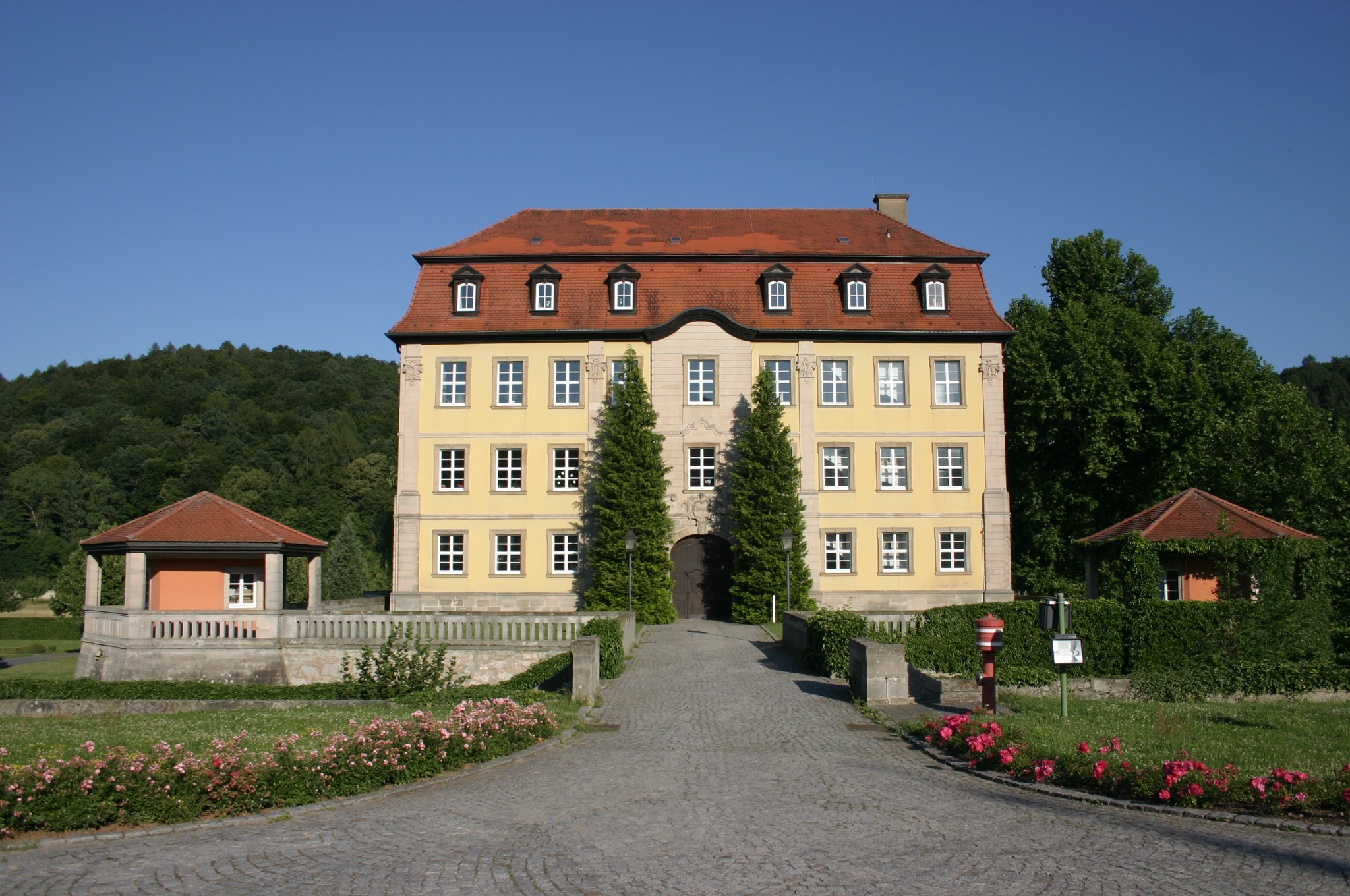
Westansicht des Schlosses

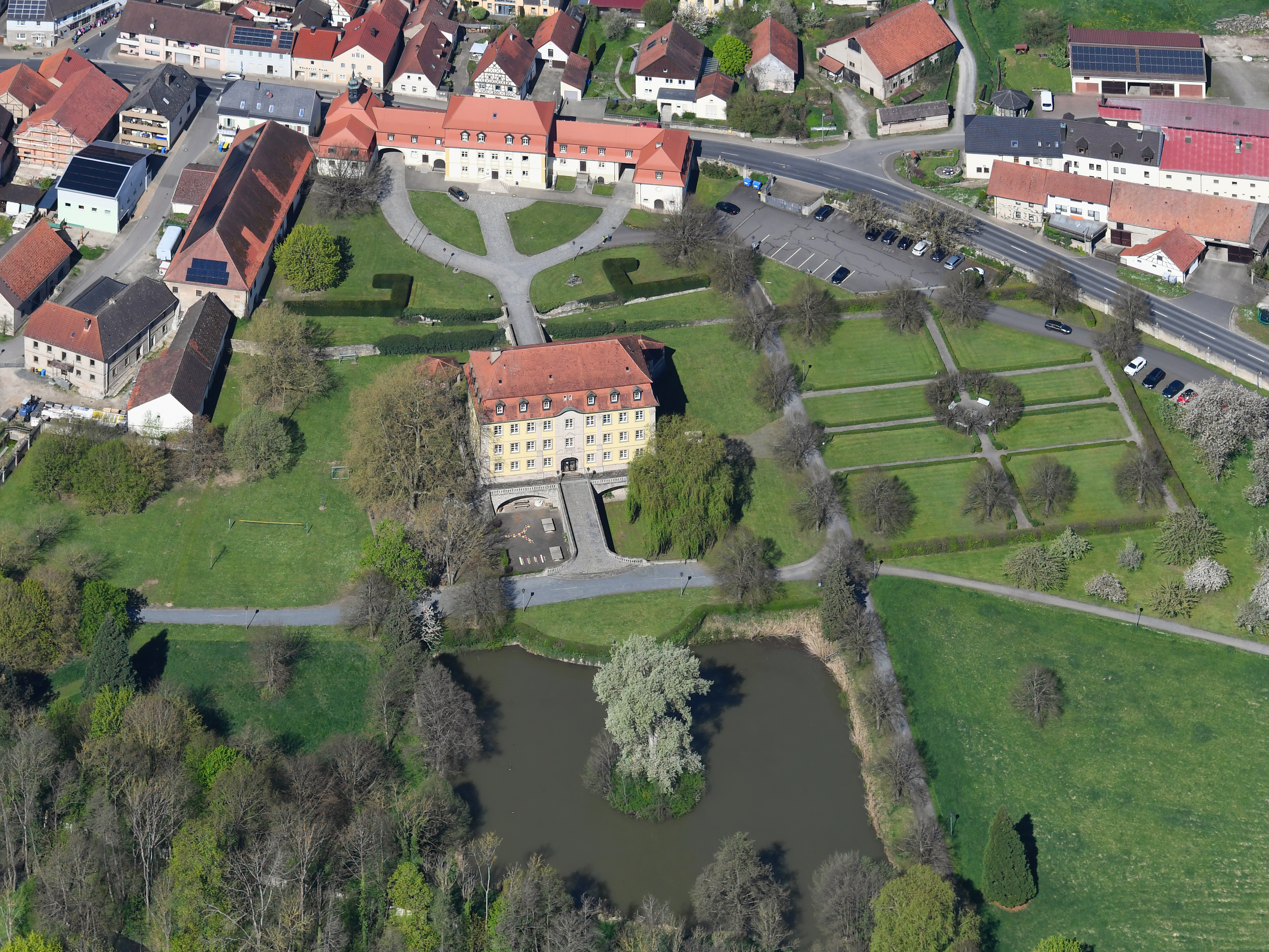
Schloss Gleisenau und sein Schlosspark aus der Luft gesehen

Das Schloss Gleisenau liegt am Rand des Ebelsbacher Ortsteiles Gleisenau im Landkreis Haßberge in Unterfranken. Der ehemalige Adelssitz diente bis zum Schuljahr 2012/2013 als Grundschule, die Nebengebäude beherbergen kommunale Einrichtungen.

## Geschichte
Ursprünglich gehörte der Ort der Ebelsbacher Linie der Herren von Rotenhan. Im Jahr 1417 vergab das Hochstift Bamberg das Lehen mit der zugehörigen Mühle an den Patrizier Hans Dynter. 1465 erwarb Heinrich Fuchs von Wallburg Gleisenau von Jörg Kotner. 1767 verkaufte die Familie Fuchs Dorf und Schloss zusammen mit Anteilen an Ebelsbach an den Domdechanten Otto Philipp Erhart Ernst Groß von Trockau. 1968 ging das Anwesen von den Groß an die Schweinfurter Firma Kugelfischer, die das Gebäude zur betrieblichen Fortbildungsstätte umbaute. 1994 konnte die Gemeinde Ebelsbach den ehemaligen Sommer- und Jagdsitz erwerben. Die Nebengebäude beherbergen seitdem die Gemeindeverwaltung und die Verwaltungsgemeinschaft Ebelsbach. Im Hauptgebäude war bis 2013 die Grundschule untergebracht, die wegen des vornehmen Ambientes manchmal als die „schönste Grundschule Bayerns“ bezeichnet wurde.
Das stattliche Herrenhaus wurde 1772/73 unter Otto Philipp Erhart Ernst Groß von Trockau errichtet. Das alte Wasserschloss von 1548 musste hierzu vollständig niedergelegt werden, nur Teile der Wirtschaftsgebäude blieben erhalten (bez. 1609). Die übrigen Nebenbauten sind auf 1771 datiert, entstanden also unmittelbar vor dem Neubau des Schlosses und der Schlosskapelle an der Dorfstraße.

## Baubeschreibung

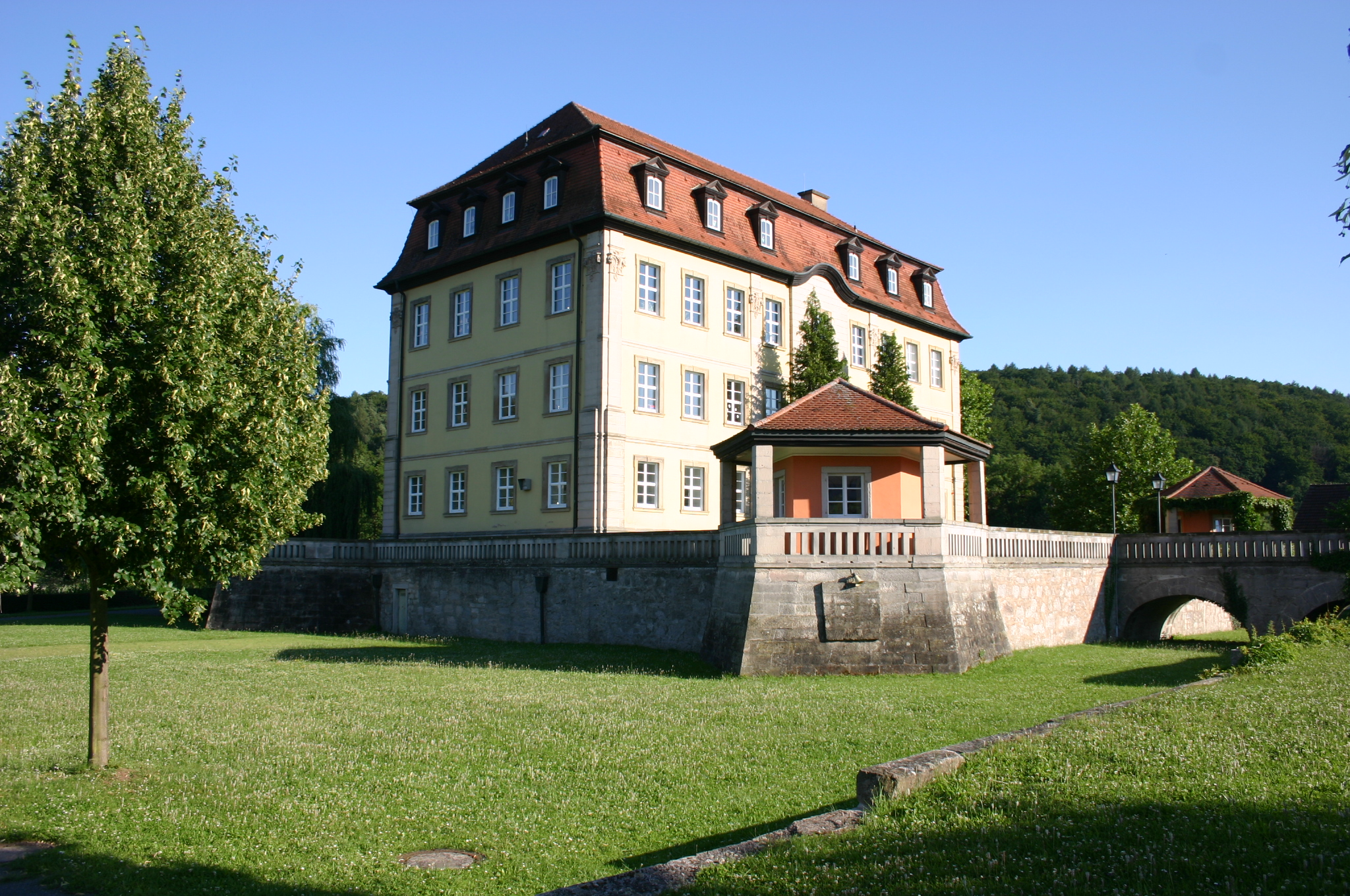
Südwestansicht des Schlosses mit trockengelegtem Graben nebst Bogenbrücke und zwei erhaltenen Pavillons

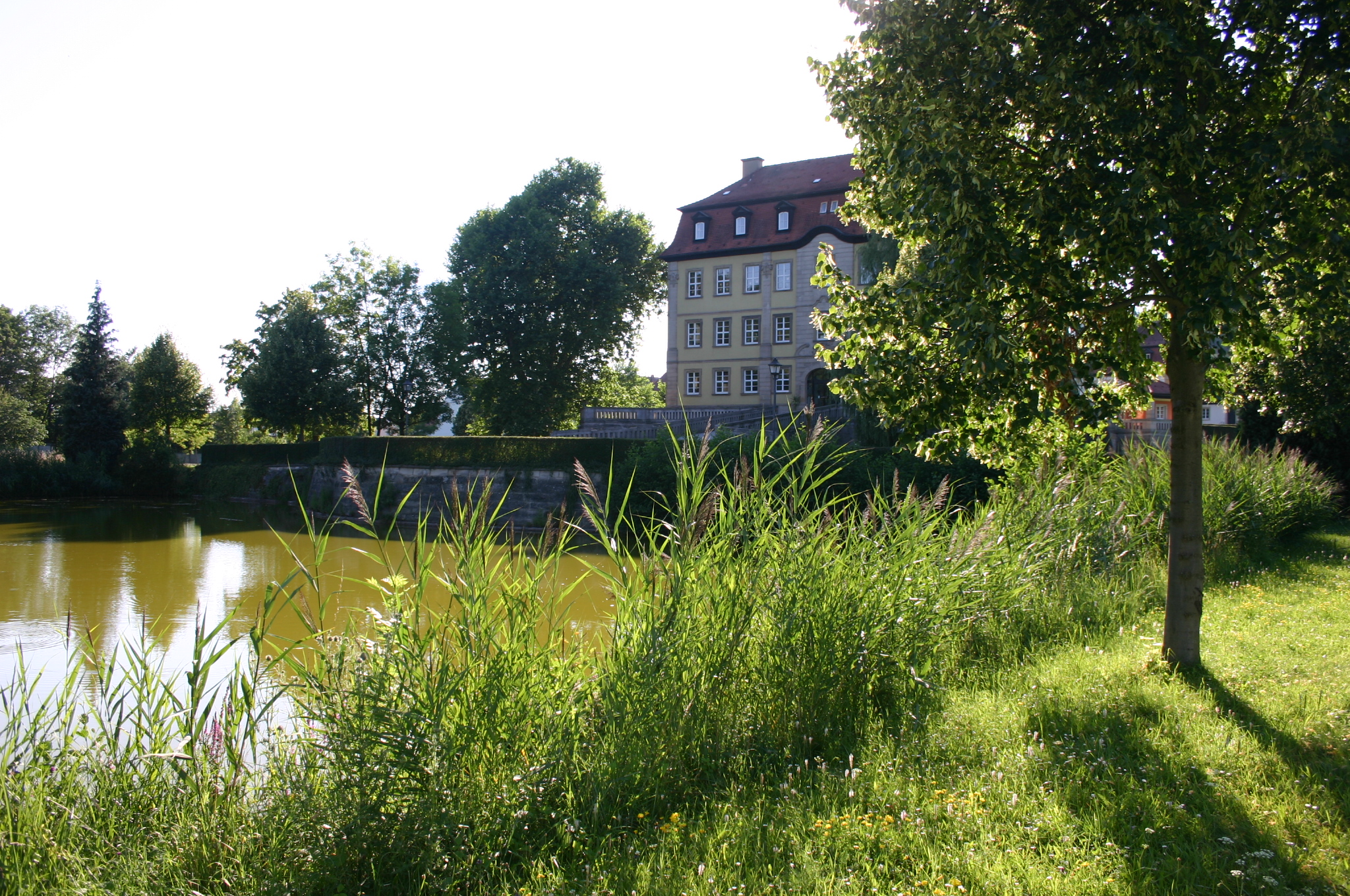
Schloss mit Teichanlage, Ostansicht

Der eigentliche Schlossbau steht auf einem mächtigen Steinsockel mit vorspringenden Eckbastionen, die ehemals Pavillons trugen (teilweise erhalten). Im Westen ermöglicht eine gemauerte Bogenbrücke den Zugang über die trockengelegten Gräben der Vorgängeranlage.
Das dreigeschossige Herrenhaus wird durch Eckpilaster und Gurtgesimsen zwischen den Geschossen gegliedert. An den Längsseiten sind die Mittelachsen zu Risaliten ausgebildet, deren geschwungene Giebel leicht über den Dachtrauf des Mansarddaches emporschwingen. Die anschließenden Fensterachsen werden von Pilastern mit rustizierten Erdgeschosszonen flankiert. Die beiden Portale im Westen und Osten sind korbbogig geschlossen und mit den Wappen der Groß von Trockau geschmückt. Stilistisch steht das Schloss am Übergang vom späten Rokoko zum frühen Klassizismus.

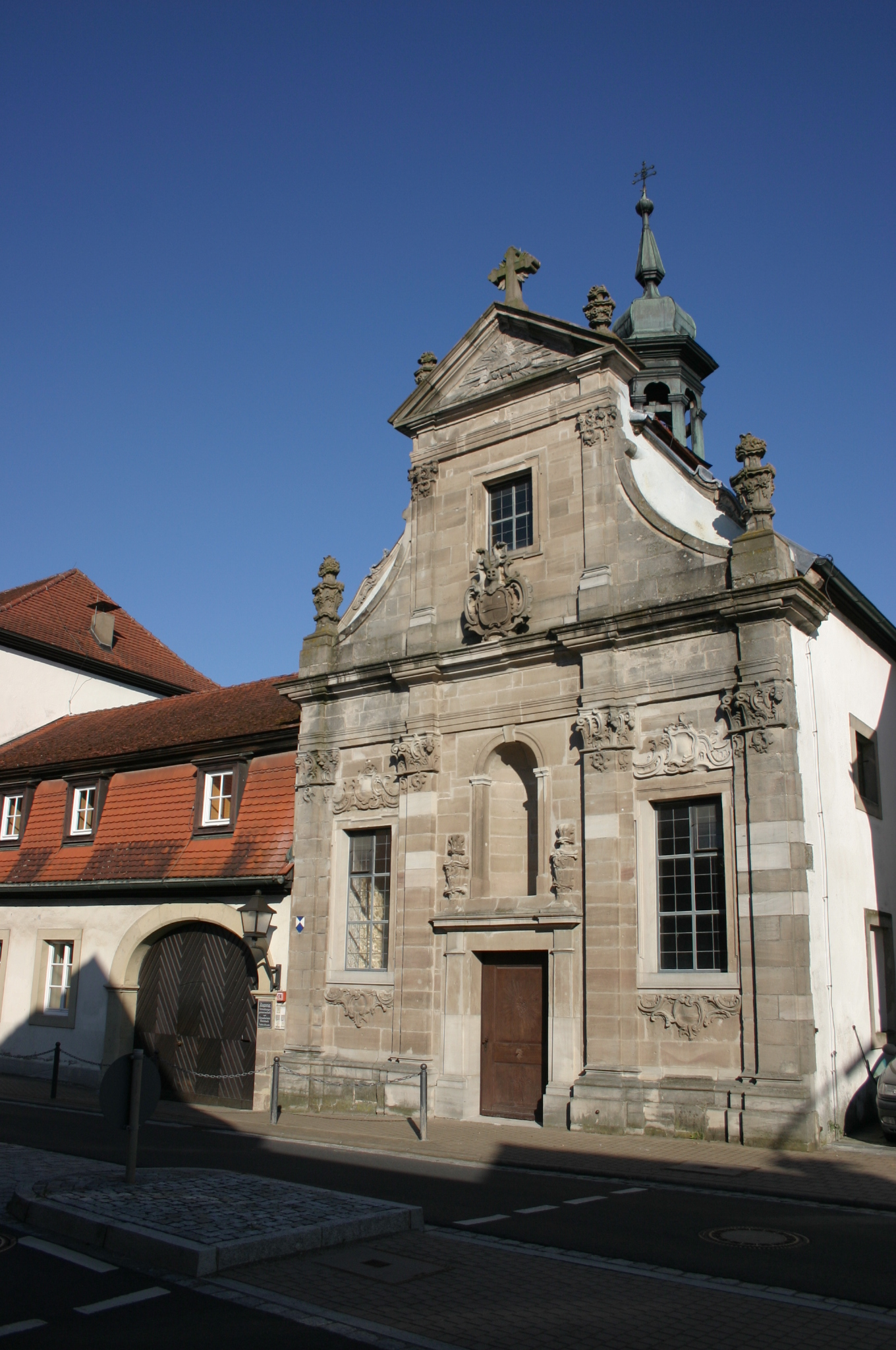
Ansicht der Schlosskirche von der Straße aus

Die Nebengebäude wirken durch ihre Mansarddächer und den zweigeschossigen Mittelbau sehr repräsentativ. Südlich schließt sich die Schlosskirche an. Die prächtige Fassade ist der Straße zugewandt und wird durch Pilaster, reiche Bildhauerarbeiten (Kapitelle, Fensterumrahmungen sowie das Wappen des Bauherrn) und einen Dreiecksgiebel gegliedert. Der Blendgiebel wird durch freistehende Ziervasen und ein Sandsteinkreuz belebt. Der Dachstuhl trägt einen sechsseitigen Dachreiter mit geschwungener Kuppel.